# St. Georg (Teuchern)

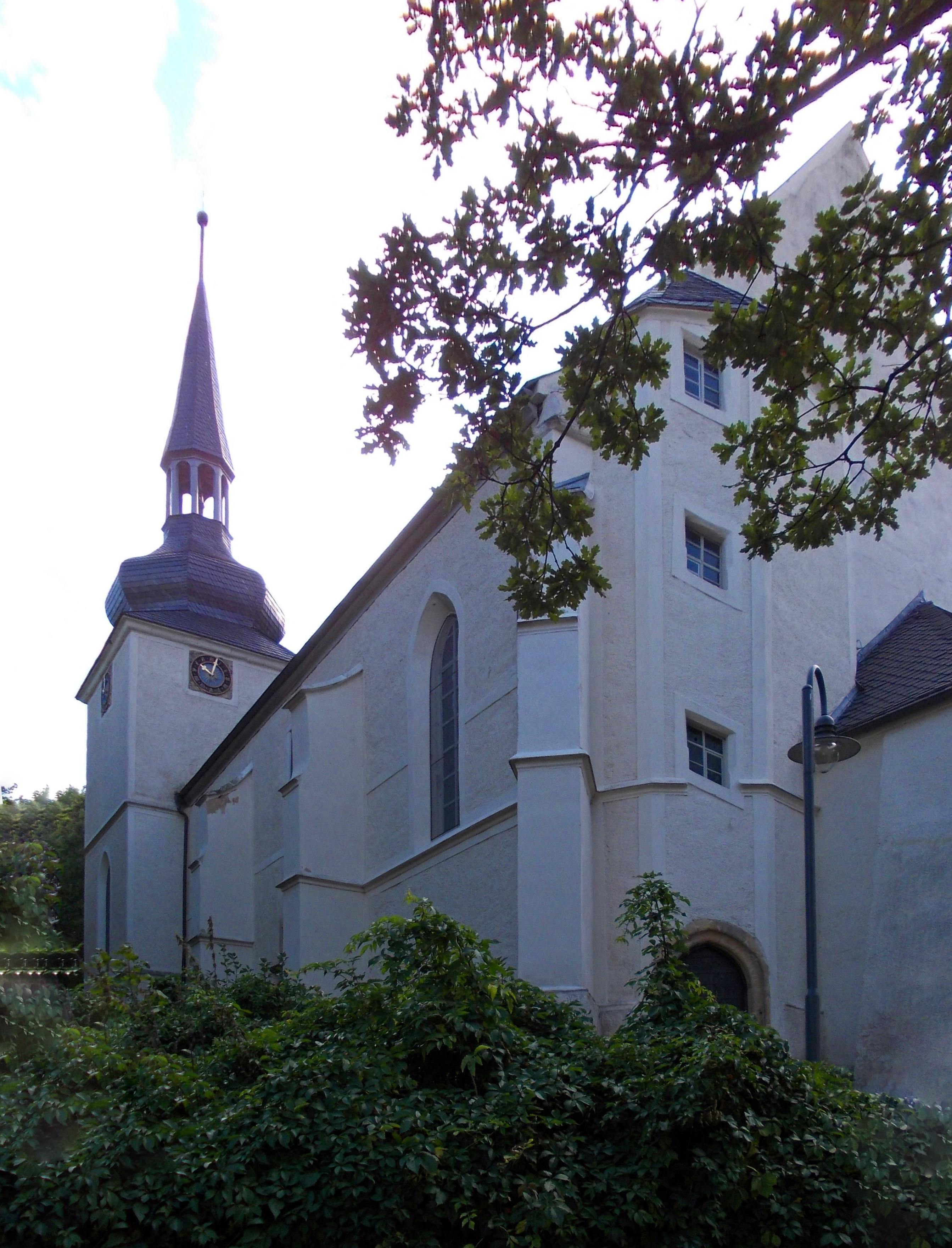
St. Georg in Teuchern

Die evangelische Kirche St. Georg ist eine nachgotische Saalkirche in Teuchern im Burgenlandkreis in Sachsen-Anhalt. Sie gehört zum Pfarrbereich Teuchern im Kirchenkreis Naumburg-Zeitz der Evangelischen Kirche in Mitteldeutschland.

## Geschichte und Architektur
Für die im Jahr 976 erstmals erwähnte Kirche ist im Jahr 1317 ein Kirchenbauwerk urkundlich überliefert. Zwischen den Jahren 1610 und 1612 wurde ein Neubau unter dem Rittergutsbesitzer und Kirchenpatron Heinrich von Berlepsch durch den Baumeister Leonhard Alichius aus Langensalza vorgenommen. Der ursprünglich zu dieser Anlage gehörende, der Überlieferung zufolge hohe Westturm stürzte im Jahr 1650 auf Grund gravierender Baumängel ein; dabei wurde die Holztonne im Innern beschädigt und durch eine neue Kassettendecke ersetzt. Ein erneuter Umbau erfolgte in den Jahren 1750–54.
Innen ist das Bauwerk eine geräumige Saalkirche mit Fünfachtelschluss in nachgotischen Formen, wobei der Turm aus dem Jahr 1504 auf der Nordseite des Chores mit geschweifter Haube und Laterne des 17. Jahrhunderts einbezogen wurde. An der Nordwestecke und an der Südseite des Kirchenschiffs sind polygonale Treppentürme angebaut. Das nordwestliche Portal ist mit nachgotischer Portalrahmung und aufwendigen Türbeschlägen gestaltet; das ehemals vorhandene Fenstermaßwerk ist nicht erhalten.
Im Dachstuhl ist noch der spitzbogige Abschluss des Triumphbogens mit Diamantquadern und einem großen Stifterwappen im Scheitel erhalten, sie stammen wie auch die Balken mit Schiffskehlen und Teile der Kassettenbemalung der Decke aus der Zeit um das Jahr 1650. Die heutige Voutendecke mit bewegten Stuckspiegeln wurde 1750 geschaffen. Die Stützen der ursprünglich zweigeschossigen Emporen in Schiff und Chor aus Kalkstein mit reichem manieristischem Beschlagwerk oder mitgedrehten Säulenschäften, hohen Sockeln und Kompositkapitellen stammen aus der Bauzeit. An der nördlichen Chorwand ist die prächtige manieristische Patronatsloge eingebaut. Im Erdgeschoss des Turms befindet sich die Sakristei, darüber der Vorraum der Patronatsloge mit einer aufwendigen Wappentafel der Familie von Berlepsch, beide Räume sind mit Kreuzrippengewölbe geschlossen.
Die Kirche steht unter Denkmalschutz und ist als Baudenkmal mit der Erfassungsnummer 094 66155 im Denkmalverzeichnis von Sachsen-Anhalt registriert.

## Ausstattung
Das Hauptstück der Ausstattung ist der barocke Hochaltar, der von dem Bildhauer Andreas Kraft im Jahr 1754 geschaffen wurde; seitlich davon sind die Figuren von Mose und Johannes dem Täufer zu sehen; das Werk wurde im 19. Jahrhundert verändert.
Der Orgelprospekt ist wie auch die Orgel ein Werk eines unbekannten Orgelbauers aus dem Jahr 1788 mit 16 Registern auf zwei Manualen und Pedal, das 1938 durch die Firma E. F. Walcker & Cie. überarbeitet wurde.
Im Chor befindet sich der achtseitige Taufstein von 1542 mit einer Darstellung der Jugendgeschichte Christi; Fragmente des manieristischen Taufsteins aus der Bauzeit der Kirche sind im Stumpf des Westturms erhalten. An der Südwand des Kirchenschiffs sind sechs derbe figürliche Grabsteine der Familie von Bünau aus der Zeit zwischen 1533 und 1556 erhalten.